# Miasta Libii
Według danych oficjalnych pochodzących z 2012 roku Libia posiadała ponad 100 miast o ludności przekraczającej 6 tys. mieszkańców. Stolica kraju Trypolis i miasto Benghazi liczyli ponad milion mieszkańców; 7 miast z ludnością 100÷500 tys.; 7 miast z ludnością 50÷100 tys.; 18 miast z ludnością 25÷50 tys. oraz reszta miast poniżej 25 tys. mieszkańców.

## Największe miasta w Libii
Największe miasta w Libii według liczebności mieszkańców (stan na 31.07.2012):
| L.p. | Miasto              | Gmina               | Liczba ludności |
| ---- | ------------------- | ------------------- | --------------- |
| 1.   | Trypolis (طرابلس)   | Trypolis            | 2 220 000       |
| 2.   | Bengazi (بنغازي)    | Bengazi             | 1 001 000       |
| 3.   | Misrata (مصراتة)    | Misrata             | 350 000         |
| 4.   | Al-Bajda (البيضاء)  | Al-Dżabal al-Achdar | 250 000         |
| 5.   | Az-Zawija (الزاوية) | Az-Zawija           | 234 000         |
| 6.   | Zalitan (زليتن)     | Misrata             | 200 000         |
| 7.   | Adżdabija (أجدابيا) | Adżdabija           | 184 820         |
| 8.   | Tobruk (طبرق)       | Al-Butnan           | 108 771         |
| 9.   | Sabha (سبها)        | Sabha               | 103 743         |
| 10.  | Al-Chums (الخمس)    | Al-Marakib          | 88 317          |

## Alfabetyczna lista miast w Libii
(w nawiasie nazwa oryginalna w języku arabskim, czcionką pogrubioną wydzielono miasta powyżej 1 mln)
- Abu Ghlasza
- Abu Kammasz (ابي كماش)
- Ad Dawoon
- Adżdabija (أجدابيا)
- Al-Abjar (الأبيار)
- Al-Abrak (الأبرق)
- Al-Asrun (الأثرون)
- Al-Azizijja (العزيزية)
- Al-Bajda (البيضاء)
- Al-Bajjada (البيّاضة)
- Al-Birka (البركت)
- Al-Chums (الخمس)
- Al-Dżadid (الجديد)
- Al-Dżauf (الجوف)
- Al-Dżumajl (الجميل)
- Al-Fa’idijja (الفائدية)
- Al-Gseibat
- Al-Hanijja (الحنيّة)
- Al-Haszan
- Al-Kajkab (القيقب)
- Al-Karama (الكرامة )
- Al-Katrun (القطرون)
- Al-Kubba (القبة)
- Al-Kufra (الكفرة)
- Al-Maja (الماية)
- Al-Mardż (المرج)
- Al-Maszaszita (المشاشطة)
- Al-Radżaban (الرجبان)
- Al-Rheibat
- Al-Udżeilat
- Al-Ukajla (العقيلة)
- Al-Urban (العربان)
- Al-Uruba (العروبة)
- An-Naufalijja (النوفلية)
- Ar-Rabta
- Ar-Rajanija (الرياينه)
- Asbia (إسبيعة)
- As-Sidr (السدر)
- At-Timimi (التميمي)
- Aubari (أوباري)
- Audżila (أوجلة)
- Az-Zala (زلة)
- Az-Zawija (الزاوية)
- Az-Zintan (الزنتان)
- Badr (بدر)
- Bani Walid (بني وليد)
- Bardija (البردية)
- Batta (باطا)
- Bengazi (بنغازي)
- Benina (بنينة)
- Bin Dżawad (بن جواد)
- Bir al-Aszhab (بئر الأشهب)
- Birak (براك)
- Bu-Fachra
- Darna (درنة)
- Dżadu (جادو)
- Dżalu (جالو)
- Farzuga (فرزوغة)
- Ghadamis (غدامس)
- Gharjan (غريان)
- Ghat (غات)
- Hun (هون)
- Jafran (يفرن)
- Kabau (كاباو)
- Kambut (كمبوت)
- Kaminis (قمينس)
- Kariat Omar al-Muchtar (قرية عمر المختار)
- Kasr Achyar
- Kasr al-Dżadi (قصر الجدي)
- Kikla (ككلة)
- Marsa al-Burajka (مرسى البريقة)
- Martuba (مرتوبة)
- Marzuk (مرزق)
- Masallata (مسلاتة)
- Massa (مسة)
- Misrata (مصراتة)
- Mizda (مزدة)
- Musaid (امساعد)
- Nalut (نالوت)
- Rakdalin (رقدالين)
- Ras al-Hamam
- Ras al-Unuf (راس لانوف)
- Sabha (سبها)
- Sabrata (صبراتة)
- Sidi as-Said (سيدي سعيد)
- Sidi Chalifa (سيدي خليفة)
- Sokna (سوكنة)
- Suluk (سلوق)
- Surman (صرمان)
- Susa (سوسة)
- Syrta (سرت)
- Szahhat (شحات)
- Szuhada al-Buerat
- Tadżura (تاجوراء)
- Taknis (تاكنس)
- Tarhuna (ترهونة)
- Tawurgha (تاورغا)
- Tazirbu (تازربو)
- Teghsat
- Tidżi (تيجي)
- Tobruk (طبرق)
- Tolmejta (طلميثة)
- Traghan (تراغن)
- Trypolis (طرابلس)
- Tukra (توكرة)
- Umm al-Aranib (أم الأرانب)
- Umm ar-Rizam (أم الرزم)
- Waddan (ودان)
- Wadi Utba
- Wadi Zem-Zem
- Zalitan (زليتن)
- Zaltan (زلطن)
- Zuwara (زوارة)